# Енгус Клауд
Конор Енгус Клауд Хікі (англ. Conor Angus Cloud Hickey; 10 липня 1998 — 31 липня 2023) — американський актор, найбільш відомий своєю роллю Феско в телесеріалі HBO «Ейфорія».

## Життя та кар'єра
Енгус Клауд родом з Окленда, штат Каліфорнія, хоча велика частина його сім'ї проживає в Ірландії, куди він планував переїхати, перш ніж взяти участь у серіалі «Ейфорія». Він навчався у Школі виробничого дизайну в Оклендській школі мистецтв. Під час роботи в забігайлівці неподалік від Барклайського центру, Бруклін, Енгуса помітила агентка «Ейфорії» Дженніфер Вендітті, яку він спочатку підозрював у шахрайстві.

### Смерть
Клауд помер 31 липня 2023 року в будинку своєї родини в Окленді, штат Каліфорнія, у віці 25 років. Пожежну службу Окленда викликали для надання екстреної медичної допомоги, де вони констатували смерть Клауда. Він оплакував втрату свого батька, на похоронах якого він був присутній в Ірландії за тиждень до своєї смерті.

## Фільмографія
| Рік       |    | Українська назва   | Оригінальна назва  | Роль                |
| --------- | -- | ------------------ | ------------------ | ------------------- |
| 2019—2022 | с  | Ейфорія            | Euphoria           | Феско               |
| 2019      | с  |                    | The Perfect Women  | камео               |
| 2021      | ф  | Північний Голлівуд | North Hollywood    | Вокер               |
| 2023      | ф  | Твій щасливий день | Your Lucky Day     | Стерлінг            |
| 2024      | ф  | Страшні казки      | Freaky Tales       | Тревіс              |
| 2024      | ф  | Ебіґейл            | Abigail            | Дін                 |
| 2024      | мф | Ґарфілд у кіно     | The Garfield Movie | Снікерс (озвучення) |

| Рік  | Назва        | Виконавець           | Режисер      | Пос.   |
| ---- | ------------ | -------------------- | ------------ | ------ |
| 2020 | «All Three»  | Ной Сайрус           | Тайлер Шилдс | [ 19 ] |
| 2022 | «Cigarettes» | Juice WRLD           | Стів Кеннон  | [ 20 ] |
| 2022 | «Mamiii»     | Беккі Джі та Karol G | Майк Хо      | [ 21 ] |